# Рассвет (Иркутская область)
Рассвет — посёлок в Осинском районе Усть-Ордынского Бурятского округа Иркутской области. Входит в муниципальное образование «Усть-Алтан».

## География
Находится в 44 км к северо-западу от районного центра, села Оса. Абсолютная высота над уровнем моря: 431 метр.

### Внутреннее деление
Состоит из 12 улиц:
- Ленина
- Лесная
- Майская
- Мельничная
- Москвитиных
- Садовая
- Северный мкр.
- Сергея Лазо
- Сосновая
- Усть-Алтанская
- Усть-Осинская
- Чапаева

## Социальная сфера
В посёлке функционируют школа, детский сад.

## Туризм
Недалеко от села располагается пляж Золотые Пески — популярное место отдыха жителей Иркутска. Его площадь составляет примерно 2 150 гектаров. В связи с массовым отдыхом в летний период на пляже периодически образуются стихийные свалки.

## Население
| 2002 | 2010 | 2011 | 2012 |
| ---- | ---- | ---- | ---- |
| 415  | ↘339 | ↘338 | ↘331 |

Национальный состав
Согласно результатам переписи 2002 года, в национальной структуре населения русские составляли 96 %.